# Trimeresurus trigonocephalus
Espèce
Synonymes
- Vipera trigonocephala Latreille, 1801 in
Sonnini de Manoncourt & Latreille, 1801
- Trigonocephalus nigromarginatus Kuhl, 1820
- Megaera olivacea Gray, 1842
- Trimeresurus trigonocephalus GÜNTHER, 1864

Craspedocephalus (Trimeresurus) trigonocephalus est une espèce de serpents de la famille des Viperidae.

## Répartition
Cette espèce est endémique du Sri Lanka. Elle se rencontre en dessous de 1 000 m d'altitude.

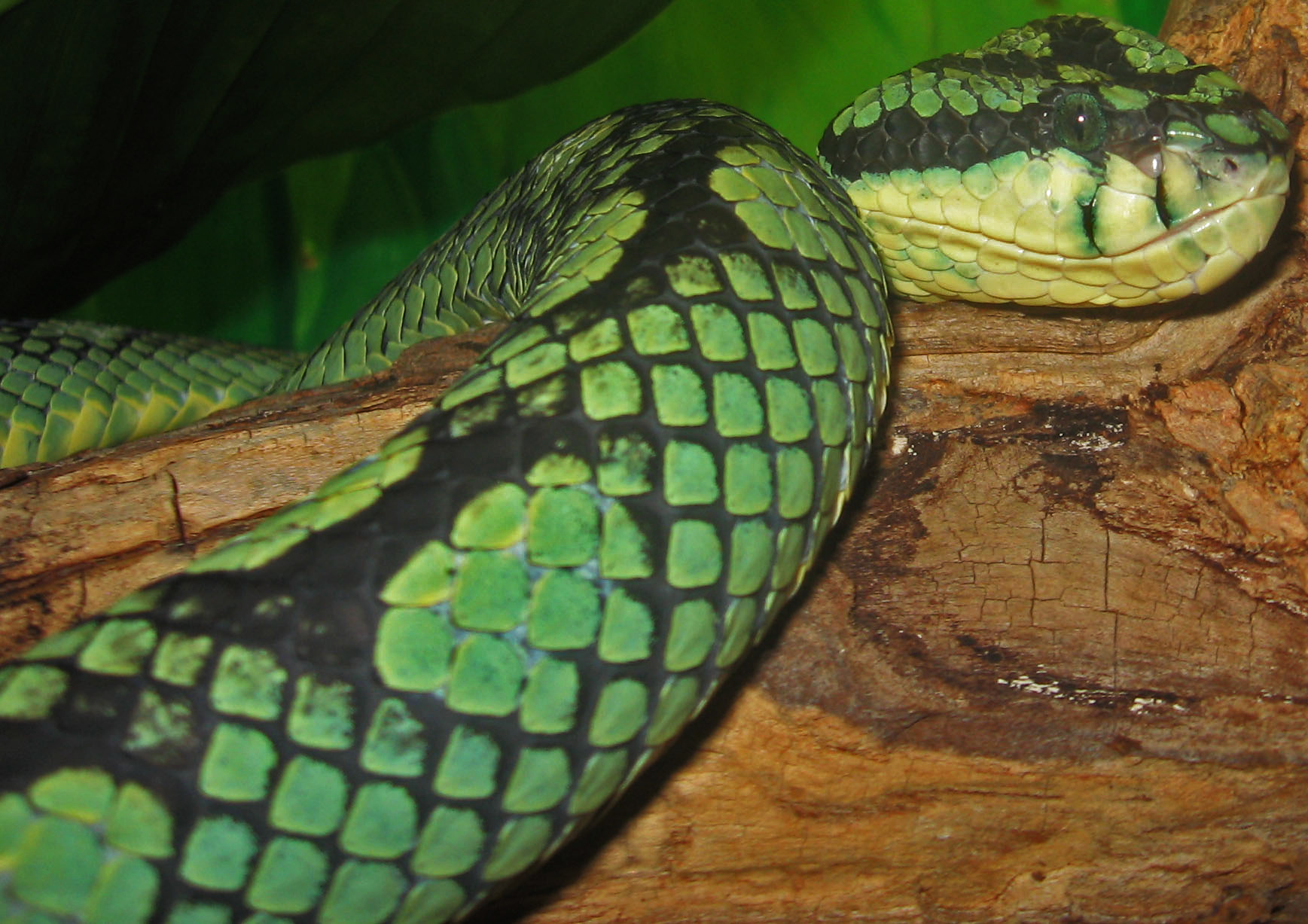

## Description
C. trigonocephalus mesure entre 60 et 75 cm pour les mâles et jusqu’à 130 cm pour les femelles. 
C'est un serpent venimeux au mode de reproduction ovovivipare.

## Publication originale
- Sonnini de Manoncourt & Latreille, 1801 : Histoire Naturelle des Reptiles, avec Figures Dessinées d'après Nature. Détérville, vol. 3, p. 1-332 (texte intégral).